# Phép thử ngẫu nhiên
Một phép thử ngẫu nhiên là một phép thử, lần thử, hay một quan sát mà có thể được lặp đi lặp lại nhiều lần dưới cùng một điều kiện giống nhau. Đầu ra (outcome) của một lần thử riêng lẻ phải độc lập với các lần thử trước và có phân bố đồng nhất.

## Ví dụ
Các vị dụ về phép thử ngẫu nhiên
- Gieo một đồng xu. Phép thử cho ra 2 khả năng đầu ra, ngửa hoặc sấp.
- Gieo một con xúc xắc. Phép thử cho ra 6 khả năng đầu ra, là các số từ 1 đến 6 tùy vào số nút trên con xúc xắc nằm ở trên.
- Việc chọn ra 1 quả banh từ trong một cái hủ chứa các quả banh được đánh số từ 1-50. Phép thử cho ra 50 khả năng đầu ra.
- Tỉ lệ cuộc gọi bị ngừng do lỗi đường truyền. Phép thử cho ra các khả năng đầu ra khác nhau trong khoảng 0 - 100%.
- Thời gian chênh lệch giữa 2 cuộc gọi khác nhau đến 1 mạng điện thoại. Phép thử cho ra khả năng đầu ra bất kì.